# Vespa V125 V1t
A Vespa 125 1948 olasz gyártmányú robogó.
A Piaggio gyár 1948-ban dobja piacra az első 125 cm³-es modelljét. A motor számos tulajdonságában követi a gyárat híressé tevő V98-at, de modernebb annál.

## Váz
A V1T váza a V98-hoz hasonló technológiával készül, mindkét oldalon varrat követi a far ívét. A vázszám az ülés alatt helyezkedik el. A benzincsap nem tekerős, hanem húzó-toló jellegű, már "riserva" funkcióval is bír. A kormánynyakban gyárilag nincs kormányzár. A váltó rudazata a klasszikus csuklós rendszerű, tisztán pálcák és csuklók alkotják. Ez az utolsó ilyen rendszerű Vespa. A váltórudazat a középső alagútba  a fékpedál mögött egy kopoltyún bújik be, és a lengővilla forgáspontja felett egy csuklóval bújik ki. Az első sárvédő a korábbi modellhez képest oldalt nyitott. 
Az első lámpa 95 mm átmérőjű, alumíniumházas, az első sárvédőhöz szegecsekkel kapcsolódik. A hátsó lámpa kör alakú.
A kormányon a kapcsoló kerek, négyállású, fémházban van.

## Futómű
Az első kerék felfüggesztése egyoldali, a lengővilla a jobb oldalon van, a rugózást csavarrugó biztosítja. Első lengéscsillapító nincs. A hátsó futómű először tartalmaz rugót és lengéscsillapítót is, ezek egymás mellett állnak, függőlegesen. 

## Motor
A motor felépítésében megegyezik az utolsó szériás V98 blokkjával. A henger furata 56,5 mm-re nő, így biztosítja a 125 cm³-es hengerűrtartalmat. A henger és a hengerfej bordázata hosszanti lefutású. A karburátor Dellorto Ta17.

## Specifikáció
Vázszám: V1T
Motorszám: V1M
Gyártási év: 1948-1949 eleje
Motor: egyhengeres, léghűtésű, kétütemű
Furat: 56,5 mm
Löket: 49,8 mm
Hengerűrtartalom: 124,8 cm³
Kompresszió: 6,4:1
Teljesítmény és a hozzá tartozó fordulatszám: 4 @ 4500
Olajozás: 5%
Váltó: 3 sebességes
Kuplung: nedves - 2 tárcsa
Karburátor: Dell'Orto TA 17 
Feszültség: 6 V
Kerekek: 8"
Abroncsméret: 3,50 x 8

## Forrás
- Vespa Tecnica 1, Scooterhelp